# Блюсюк Володимир Іванович
Володи́мир Іва́нович Блюсю́к (25 лютого 1937, Святець — 10 березня 2023, Львів) — український архітектор.

## Життєпис
Народився 25 лютого 1937 року в селі Святець. 1961 року закінчив будівельний факультет Львівського політехнічного інституту за спеціальністю «архітектура». Того ж року працював у львівському відділенні «Держгірхімпроекту». Від 1962 року працює викладачем кафедри архітектурного проєктування Львівської політехніки. Для робіт Блюсюка характерним є застосування мотивів народної, зокрема карпатської архітектури.
Помер 10 березня 2023 року у Львові.

### Роботи
- Реконструкція інтер'єру першого поверху Порохової вежі у Львові для потреб кафе Львівської спілки архітекторів. Реалізована на початку 1960-х років за проєктом відібраним на конкурсі. Співавтор Володимир Дорошенко[2].
- 13-поверховий гуртожиток Львівської політехніки на 909 місць на нинішній вулиці Академіка Лазаренка (співавтор Мирослав Трач)[3].
- Комплекс гуртожитків на вулиці Остроградських у Львові (1968).
- Молодіжний центр «Романтик» (1979, співавтор М. Ткач)[3].
- Стадіон «Дружба» у Львові, розрахований на 45 тис. глядачів, нині має назву «Україна» (кінець 1970-х років, співавтори Ярослав Назаркевич, Ярослав Порохнавець, Лариса Скорик)[3].
- Спортивно-відпочинкові бази для працівників і студентів Львівської політехніки у Славському (1980) і в Шацьку (1983).
- Житлові будинки на вулиці Житомирській (1976) і Ніжинській (1985).
- Спорткомплекс товариства «Спартак» (1986, у співавторстві).
- Храмовий комплекс Святої Покрови у смт Теофіполь Хмельницької області (1998–1999).
- Серія проєктів садибних будинків на Львівщині та інших регіонах України (1990-ті).
- Архітектурна частина низки пам'ятників.
  - Пам'ятник Ярославові Галану в селі Вузлове (1967, скульптор Чайка Яків)[4].
  - Пам'ятник на могилі Володимира Гнатюка на Личаківському цвинтарі (1970, скульптор Лука Біганич)[4].
  - Лесі Українці на вулиці Караджича у Львові (1971, скульптор Лука Біганич)[4].
  - Ярославові Галану у Львові на колишній площі Галана, тепер Петрушевича (1971, скульптори Олександр Пилєв, Аїда Охріменко, Валентин Усов)[3].
  - Василю Пересаді при перетині вулиць Медової Печери та Пасічної у Львові (1971, скульптор Яків Чайка)[4].
  - Радянським солдатам у Бориславі (1974, скульптор Василь Одрехівський).[5]
  - Олексі Довбушу у Велесневі (1977).
  - Пам'ятний знак депутатові Верховної Ради СРСР А. Г. Гоголь у селі Черче Івано-Франківської області (1979, скульптори Юрій Амбіцький і Мирон Амбіцький)[4].
  - Пам'ятник Олександрові Пархоменку на вулиці Шевченка в Кам'янці-Бузькій (1980, скульптор Лука Біганич).[6]
  - Іванові Підкові на площі Підкови у Львові (1982, скульптор Петро Кулик).
  - Пам'ятник А. Голубіву в селі Межиріччя Сокальського району (1982, скульптор Василь Одрехівський)[4].
  - Тарасові Шевченку в Любинцях (1982).
  - Іванові Підкові у Черкасах (1986, скульптор Петро Кулик).
  - Тарасові Шевченку в Жидачеві (1988, за іншими даними 1992, скульптори Любомир та Олег Лесюки[7]).
  - Тарасові Шевченку в селі Завадів Стрийського району (1989, скульптори Василь та Володимир Одрехівські).[8]
  - Тарасові Шевченку в селі Лівчиці Жидачівського району (1992, скульптор Ярослав Лоза).[9]
  - Романові Купчинському в селі Розгадів (1994, скульптор Петро Кулик)[10].
  - Князеві Васильку Теребовлянському в Теребовлі (1997).
  - Генералу Роману Шухевичу в Краківці (1997, скульптор Петро Штаєр).
  - Іванові Підкові у Каневі (2001).
  - Степанові Бандері в Дублянах (2002, співавтори скульптори Ярослав і Володимир Лоза, архітектор Микола Шпак)[11].
  - Володимирові Макару в Поториці (2010, скульптор Петро Кулик)[12]
  - Пам'ятний знак у селі Трудовач (скульптор Яків Чайка)[13].
  - Пам'ятник загиблим у Другій світовій війні в селах Вільхівці (1969, скульптор Любомир Лесюк)[14], Кліцько (1973, скульптор Василь Одрехівський)[4], Старокостянтинові (штучний камінь, скульптори Іван Самотос, Любомир Лесюк).[15]
  - Пам'ятний знак радянським льотчикам у Джанкої (скульптор Еммануїл Мисько)[16].
- Нереалізовані проєкти пам'ятників:
- жертвам комуністичних злочинів у Львові на площі Шашкевича, навпроти колишньої «Тюрми на Лонцького» (1995, скульптор Петро Кулик, архітектори Володимир Блюсюк, Юрій Верхола, Олег Хамар)
- головному командиру УПА генерал-хорунжому Роману Шухевичу (Тарасу Чупринці) у Львові (2010, скульптор Петро Кулик, архітектори Володимир Блюсюк, Юрій Верхола, Олег Хамар)
  - Байді Вишневецькому у Вишнівці (1992, скульптор Ярослав Лоза).
  - Митрополиту Андрею Шептицькому у Львові (1994).
  - Проєкт пам'ятника Володимирові Кубійовичу у Львові. Створений для конкурсу 2001 року, де здобув друге місце (перше не присуджувалось). Скульптори Володимир і Ярослав Лози[17].